# Srečko Katanec
Srečko Katanec, né le 16 juillet 1963 à Ljubljana, est un ancien footballeur yougoslave et slovène, désormais entraîneur de l'Ouzbékistan.

## Biographie

### Carrière en club
Ce milieu de terrain de grande taille (1,90 m) a fait les beaux jours de la Sampdoria Gênes avec laquelle il a remporté une Coupe des coupes en 1990, un scudetto en 1991 et atteint la finale de la Ligue des champions en 1992. 
Katanec a porté les couleurs de l'équipe de Yougoslavie lors du championnat d'Europe des nations et Jeux olympiques en 1984 et lors du Mondiale 90.

### Carrière d’entraîneur
En tant qu'entraîneur, Katanec a obtenu la qualification de l'équipe de Slovénie pour l'Euro 2000. Pour sa première participation à une grande compétition internationale, la Slovénie fait bonne figure en obtenant 2 matches nuls contre la Yougoslavie et la Norvège et en perdant de justesse contre l'Espagne.
Toujours sous la direction de Katanec, la Slovénie se qualifie également pour la coupe du monde 2002 mais elle perd ses trois matches du premier tour. Katanec devient alors entraîneur de l'Olympiakos, de 2002 à février 2003, avant de devenir en 2006 le nouveau sélectionneur de la Macédoine. Après deux années passées aux Émirats arabes unis, Katanec reprend le poste de sélectionneur de l'équipe de Slovénie en janvier 2013.
Le 3 septembre 2018, il devient sélectionneur de l'équipe nationale d'Irak de football, en remplacement de l'Irakien Basim Qasim. Il s'engage pour un contrat de trois ans pour un salaire de 1,2 million de dollars (environ 1 million d'euros). Limogé par la fédération irakienne en juillet 2021 malgré de bons résultats avec les Lions de Mésopotamie, il devient entraîneur de l'Ouzbékistan le 13 août 2021.

## Palmarès comme joueur
- Yougoslavie
  - 31 sélections et 5 buts entre 1983 et 1990.
  - Participation à l'Euro 1984 (éliminé au premier tour).
  - Médaille de Bronze aux Jeux olympiques de 1984.
  - Participation aux Jeux olympiques de 1988 (éliminé au premier tour).
  - Participation à la coupe du monde 1990 (quart de finaliste).

- Slovénie
  - 5 sélections et 1 but en 1994.

- Partizan Belgrade
  - Champion de Yougoslavie en 1987.
  - Vice-champion de Yougoslavie en 1988.

- VfB Stuttgart
  - Finaliste de la coupe UEFA en 1989.

- Sampdoria
  - Vainqueur de la coupe des vainqueurs de coupes en 1990.
  - Champion d'Italie en 1991.
  - Vainqueur de la coupe d'Italie en 1994.
  - Vainqueur de la supercoupe d'Italie en 1991.
  - Finaliste de la ligue des champions en 1992.
  - Finaliste de la coupe d'Italie en 1991.